# جواد عاشور
جواد عاشور عيسى عاشور (1947 - 22 يوليو 2021)؛ لاعب وحكم كرة قدم دولي كويتي سابق، وهو والد الإعلامية الكويتية منيرة عاشور.

## السيرة الذاتية
ولد في مدينة الكويت عام (1947) وتحديدا في منطقة - شرق - ثم انتقل مع أسرته إلى منطقة الشامية ، ثم استقر مع أسرته في منطقة الفيحاء ، وبدأ مسيرته الرياضية في فريق الناشئين في نادي الكويت ثم انتقل إلى فريق الناشئين في النادي العربي في ستينيات القرن العشرين رفقة شقيقه الأصغر «فؤاد» وتميّز بأدائه الأنيق في وسط الملعب ، وكان أحد الناشئين الذين دفع بهم المدرب التشيكي (بورهي كارول) في الفريق الأول حيث شارك مع نجوم تلك الحقبة في سن صغيرة ولفت الأنظار إليه ليتم اختياره لصفوف المنتخب الوطني، وفي منتصف السبعينات انتقل إلى نادي الفحيحيل حيث شارك معه في موسم واحد قبل أن يعلن اعتزاله اللعب عام (1974) ، ومع مطلع الثمانينات انخرط في سلك التحكيم ليسطر تاريخاً كبيراً صنف معه كأحد أفضل حكام الملاعب في تاريخ الكرة الكويتية.

## شخصيته في التحكيم
تميّز بشخصيته القوية والصارمة سواء كلاعب أو كحكم، كما تميّز بآرائه الصريحة من دون مساس أو الدخول في صراعات مع أحد أو جهة وظل محتفظاً بعلاقات طيبة مع الجميع، ودخل سجلات الكرة الكويتبة باحتسابه 5 ركلات جزاء في مباراة واحدة جمعت نادي السالمية وضيفه القادسية ضمن مسابقة الدوري الكويتي للموسم 1983 - 1984 ، وعلى المستوى الخارجي تقلّد الحكم جواد عاشور الشارة الدولية بعد فترة وجيزة من بدايته التحكيمية عام 1981 وشارك في إدارة العديد من المباريات المحلية والإقليمية والبطولات الدولية.

## اعتزاله
اعتزل الحكم الدولي جواد عاشور التحكيم في منتصف التسعينات.

## حياته العائلية
الحكم الدولي جواد عاشور متزوج منذ عام (1970) من السيدة أفراح المراغي ولديه من الأبناء والبنات:
- منيرة جواد عاشور.
- محمد جواد عاشور.
- عبد الله جواد عاشور.
- أحمد جواد عاشور.
- وفاء جواد عاشور.
- هيفاء جواد عاشور.
- هناء جواد عاشور.
- آلاء جواد عاشور.

## وفاته
في أبريل 2019 خضع إلى عملية جراحية لإزالة أورام سرطانية في العاصمة البريطانية لندن، قبل أن يعود إلى بلاده الكويت، غير أن حالته تدهورت أخيراً ما استلزم إدخاله المستشفى ليتم إعلان وفاته ظهر يوم الخميس 22 يوليو 2021.

## وصلات خارجية
- الحكم جواد عاشور يطرد الجمهور من الملعب في حالة غريبة في الملاعب الكويتية